# Spondias venulosa
Spondias venulosa là một loài thực vật có hoa trong họ Đào lộn hột. Loài này được (Engl.) Engl. miêu tả khoa học đầu tiên năm 1883.